# Harry Ricardo
Sir Harry Ralph Ricardo, född 26 januari 1885, död 18 maj 1974, var en motorkonstruktör och forskare inom förbränningsmotorer. Ricardo förbättrade motorerna som användes i de första stridsvagnarna, deltog i forskningen som ledde fram till användandet av oktantal och var avgörande part i utvecklingen av slidmotorer samt uppfann virvelkammaren Comet för dieselmotorer, som möjliggjorde att snabba dieselmotorer blev ekonomiska. Han grundade 1927 Ricardo Consulting Engineers.

## Biografi
Harry Ricardo var ättling till en bror till nationalekonomen David Ricardo. David Ricardo var bland de första att se en personbil i Storbritannien 1898. Ricardo studerade på Rugby school och 1903 började han studera till civilingenjör på Trinity College i Cambridge. Han hade en framgång under studietiden när han deltog i en tävling om att konstruera en bensinmotor som användes på en motorcykel som vann tävlingen genom att köra 64 km. Framgången ledde till att han började arbeta för professor Bertram Hopkinson med att forska om motorers prestation. Ricardo tog sin examen 1906. 
1909 följde konstruktionen av en tvåtakts 3,3-litersmotor för kusinen Ralph Ricardo, som startat en liten biltillverkning. 1915 grundade Ricardo Engine Patents Ltd. som kom att utveckla motorn för stridsvagnen Mark V (Mark I-V-serien), som användes under första världskriget. 1917 bjöds han in av Bertram Hopkinson, som nu var teknisk direktör på Luftministeriet, att arbeta på motorutvecklingsenheten på Department of Military Aeronautics. Hopkinson förolyckades 1918 och Ricardo övertog hans position och kom att utveckla en rad experimentella motorer som drev på utvecklingen. Bland Ricardos tidiga stora forskningsområden hörde problemen med oregelbunden förbränning. 
Under 1920-talet arbetade Ricardo med slidmotorer för flygplan. Dessa motorer hade enkla, roterande slider. Konventionella tallriksventiler fungerade dåligt vid höga varvtal. Ventilfjädern hann inte med att stänga ventilen, vilket ledde till att kolv och ventil krockade med motorhaveri som följd. Med slidventiler slapp man sådana problem. Slidmotorns ventilstyrning innehåller även färre delar och väger därmed mindre, en viktig faktor för just flygmotorer. Under 1930- och 1940-talet byggde bland annat Bristol och Napier & Son starka flygmotorer med slidventiler.
Ricardo adlades 1948. Han lämnade den operativa verksamheten i sitt bolag 1964. Bolaget arbetade bland annat med Saab under 1960-talet och kopplade samman Saab med Triumph vilket skapade samarbetet som gav Saab 99 Triumphs 1,7-litersmotor.